# Левченко Федір Іванович
Фе́дір Іва́нович Ле́вченко (* 8 (20) червня 1876, Кононівка, сучасний Лубенський район — † 24 квітня 1937, Житомир) — український ґрунтознавець, 1931 — професор.
1904 року закінчив сільськогосподарський відділ Київського політехнічного інституту.
В 1908–1911 вивчав ґрунти у Тургайських степах, на Алтаї, в Каракумах, а з 1912 — і в Україні.

## Науковий шлях
З 1922 року доцент, по тому професор, завідує кафедрою Київського сільськогосподарського інституту.
З 1931 року завідує кафедрою Київського агроінженерного інституту цукрової промисловості та Житомирського сільськогосподарського інституту.
Його праці та ґрунтові карти використані при складанні карти ґрунтів УРСР.

## Джерело
- УРЕ [Архівовано 17 вересня 2012 у Wayback Machine.]

| українська персоналія | Це незавершена стаття про особу, що має стосунок до України. Ви можете допомогти проєкту, виправивши або дописавши її. |